# Nuphar lutea subsp. lutea
Nuphar lutea subsp. lutea é uma subespécie de planta com flor pertencente à família Nymphaeaceae. 
Os seus nomes comuns são boleira-amarela, figos-de-rio-amarelos ou golfão-amarelo.

## Portugal
Trata-se de uma subespécie presente no território português, nomeadamente em Portugal Continental.
Em termos de naturalidade é nativa da região atrás indicada.

## Protecção
Não se encontra protegida por legislação portuguesa ou da Comunidade Europeia.